# グラン・マルニエ
グラン・マルニエ（仏：Grand Marnier）は、1880年にアレクサンドル・マルニエ＝ラポストルにより生み出されたフランスのオレンジ・リキュール（オレンジ・キュラソー）の一銘柄である。アルコール度数は40度、エキス分は27．1％。
なお、片仮名での表記はグラン・マニエとされることが多い。

## 概要

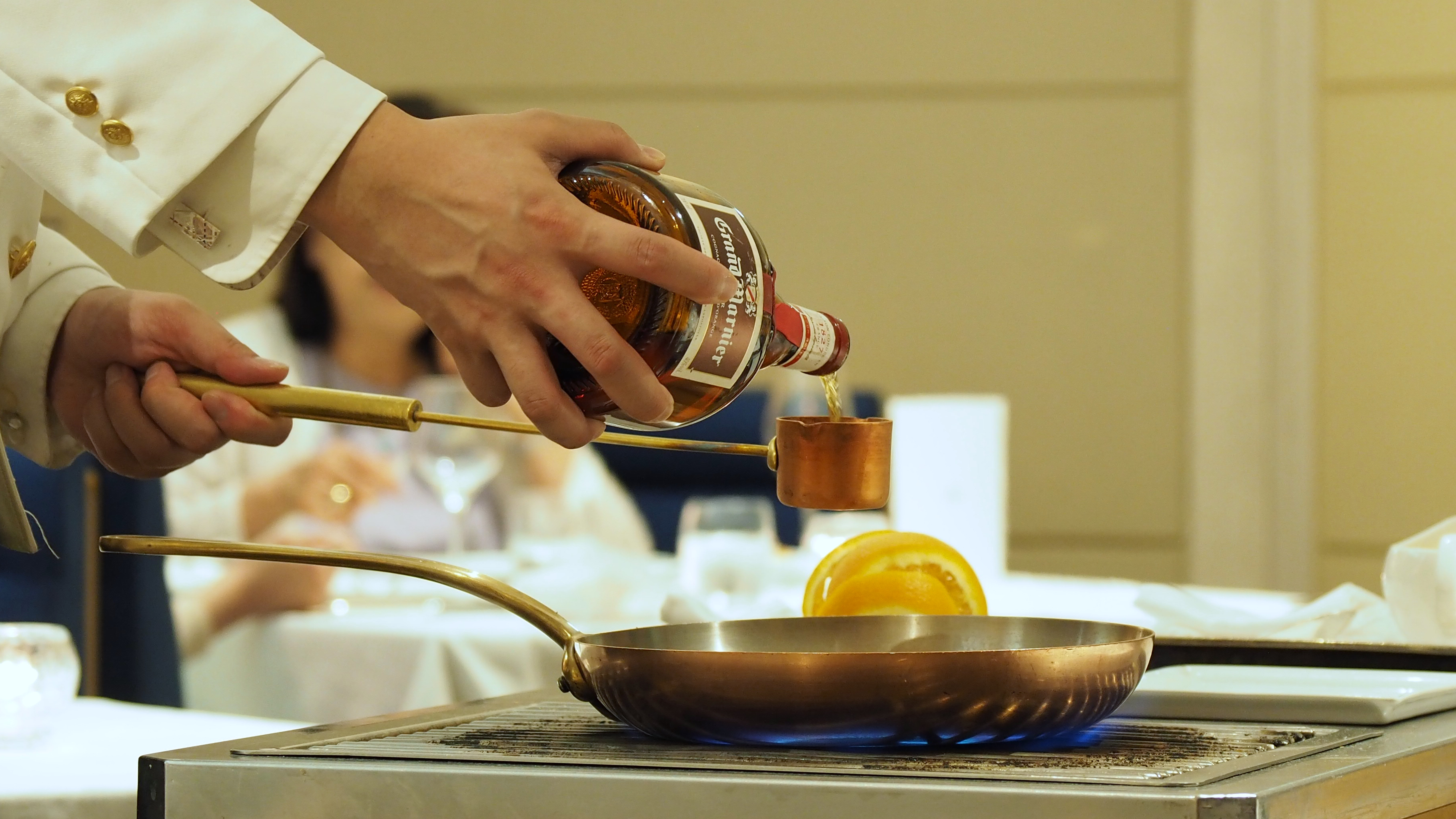
クレープシュゼットに使われるグラン・マルニエ

コニャックにビターオレンジの蒸留エキス分を加え、オーク樽で熟成させて作られる。アルコール度数は40度で、食後酒としてストレートで飲まれるほか、カクテルやデザートにも用いられる。特にフランスではクレープシュゼットやクレープ・オー・グランマルニエなどの洋菓子に使用されることも多い酒である。
日本で最も手に入りやすいのは「コルドン・ルージュ」（"Cordon Rouge"、「レッドリボン」とも呼ばれる）だが、それ以外にヨーロッパ各国や主要国の国際空港で売られている「コルドン・ジョーヌ」（"Cordon Jaune"、「イエローリボン」とも）や100周年記念ボトル("Cuvée du Centenaire")、150周年記念ボトル("Cuvée Speciale Cent Cinquantenaire")、チェリーを原料とした「チェリー・マルニエ」もある。コルドン・ジョーヌはコニャックではなく穀物酒が原料となっており、コルドン・ルージュに比べ格下とされており、ストレートで飲むよりもカクテルや料理に向いている。
デザートにはクレープシュゼット以外にデニッシュやブッシュ・ド・ノエル、クレームブリュレ作りに使われ、またクランベリーソースにクランベリーの苦味とは対照的な甘さや柑橘類の香りを加えるのにも多く用いられる。
カクテルにはグラン・マルニエ・マルガリータやコスモポリタン、グラン・マルニエ・サイドカー、グラン・マルニエ・オレンジ、ダーティ・ハリー、グラン・ミモザ、B52などに用いられる。

## コアントローとの違い
グラン・マルニエと並び称されるオレンジ・リキュールにコアントローがある。両者とも度数は40度であり、オレンジピール（品種のブレンドは異なる）を用いることは共通しているが製法が異なっており、グランマルニエが自家製コニャックをベースに用い、かつエキス分との混合後に樽熟成をしているのに対し、コアントローは中性スピリッツをベースに用い、かつ樽熟成を行わない。こうした製法の違いは色として現れ、グラン・マルニエは琥珀色（オレンジ・キュラソー）、コアントローは白色（ホワイト・キュラソー）となる。またオレンジピールのブレンドの違いにより、グラン・マルニエにはオレンジの苦味が感じられるが、コアントローにはそれがない。また、コアントローのほうが糖分は高い。
詳しくは、コアントロー及びキュラソーのページを参照。